# Jean-Louis Bompoint
 (mai 2014).
Jean-Louis Bompoint est un directeur de la photographie et réalisateur français, né le 10 juin 1960 à La Rochelle.

## Biographie
Il s'intéresse au cinéma et à la musique dès l'âge de 8 ans et découvre avec émerveillement les grands cinéastes français.
À 12 ans, au sein de son collège, à Bordeaux, il constitue un ciné-club et commence à correspondre avec Norman McLaren qui lui enseignera les rudiments du film d'animation pendant plusieurs années.
En 1983, après avoir achevé ses études universitaires, il quitte Bordeaux pour s'installer à Paris où il réalise son premier film important : "Histoire d'un Clown".
Dès 1985, Jean-Louis Bompoint se spécialise dans le domaine du dessin animé, tout en continuant à réaliser des œuvres personnelles.
Très vite, il passe du poste de monteur (Télé Hachette), à celui de directeur de post-production, puis superviseur, (IDDH – DIC), pour ensuite réaliser 2 séries d’animation : « Samba & Leuk Le Lièvre » et « Les Aventures Du Père-Noël » (Marathon).
Ces expériences le conduisent notamment, en Extrême-Orient, (Chine, Corée du Sud), où il séjourne longuement.
Parallèlement à cela, il enseigne régulièrement aux Gobelins, sous la férule de Pierre Ayma, ainsi que dans diverses écoles privées de cinéma, et tout dernièrement, à l’Université de Provence, puis à La Fémis.
En 1990, Jean-Louis Bompoint restaure entièrement « L'Atalante » de Jean Vigo, qui fera, entre autres, l’ouverture du Festival de Cannes.
Jean-Louis Bompoint a également réalisé des documentaires pour la télévision : « Jazz Paris / Shangai », « For The Love Of Hamp », (consacré au jazzman Lionel Hampton), « Monsieur Raimu Est Un Génie », et « Qui A Peur De Michel Gondry ? », et son film d'animation expérimental : "Nemasco", diffusé sur Canal+ en avril 2010.
Il est régulièrement invité dans les festivals de films internationaux, soit en tant que membre, soit en tant que président du jury, et vient de terminer une mission d'enseignement des Techniques du Cinéma 35mm, auprès des étudiants de l'École supérieure d'art de la Réunion, l'ESRA Nice Côte d'Azur, comme de l'Institut de l'image de l'océan Indien.

## Filmographie

### Comme directeur de la photographie
- 2010 : L'Épine dans le cœur
- 2009 : New York, I Love You (segment Natalie Portman)
- 2008 : Broken Lines
- 2007 : Grace is Gone
- 2006 : La Science des rêves
- 2005 : Monsieur Raimu est un génie
- 2003 : Les Cailloux
- 2001 : Confession d'un dragueur

### Comme réalisateur
- 2005 : Monsieur Raimu est un génie (TV)
- 1997 : Le Monde secret du Père Noël (TV)